# Musée ethnographique de Chefchaouen
Le musée ethnographique de Chefchaouen (arabe : متحف شفشاون الإثنوغرافي) est un musée ethnographique marocain situé dans la ville de Chefchaouen.

## Description
Le musée est inauguré en 1985 et il est consacré au patrimoine matériel et immatériel de la ville de Chefchaouen et des régions limitrophes. Il occupe le secteur gauche de la Kasbah de la ville, construite en 1471 par Moulay Ali Ben Rachid. 
Le visiteur de ce musée a l'occasion d'explorer:
- une collection d'armes anciennes tels que des fusils traditionnels de la région de Jbala, des poignards et des poires à poudre en forme de tortue;
- des instruments de musique andalouse et populaire;
- des instruments traditionnels de tissage en bois et en roseau;
- de la vaisselle en poterie rifaine et des plats en bronze;
- du mobilier en bois comme des petits coffres en bois utilisés notamment pour la conservation des biens de la mariée;
- les traditions vestimentaire de la mariée à Chefchaouen et dans les régions limitrophes.